# The Boy in the Bubble
The Boy in the Bubble è la traccia di apertura dell'album Graceland del 1986 del musicista statunitense Paul Simon. Fu pubblicata come singolo nel 1987, piazzandosi al posto numero 33 della Billboard Hot 100.

## Storia
The Boy in the Bubble fu il primo brano che Simon compose durante la sua permanenza nel Sudafrica, nel 1985, dove si era recato per studiare e registrare le musiche tradizionali del luogo. Venne ispirato dall'ascolto di un gruppo Sotho chiamato Tau Ea Matsekha (che fu il principale responsabile dell'inizio del viaggio intrapreso dal musicista), il cui leader, Forere Motloheloa, aiutò tra l'altro Paul nella composizione della musica e suonò anche uno strumento musicale, la fisarmonica, che eseguì ricordando «una bella donna che ora è felice», come disse egli stesso. Tuttavia nacquero alcune difficoltà, dovute al fatto che Motloheloa non riusciva a parlare e a capire l'Inglese.
La band africana suonò tutti gli strumenti, che vennero registrati su nastro e modificati successivamente in studio da Simon, che in un'intervista giustificò questa scelta: «Avevamo ottenuto davvero un gran bel suono. Era un po' confuso e aveva quindi bisogno di essere rivisto». Da queste sessioni in studio, egli trovò il sound che stava cercando nel suo lungo pellegrinaggio attraverso i paesi dell'Africa e che quindi gettò le basi per le composizioni di Graceland.
Per la scrittura del testo, che venne ultimato durante il ritorno negli Stati Uniti, Simon usò un metodo di elaborazione molto complesso e che richiese un lungo periodo di tempo: egli infatti fece in modo tale che le parole da lui scelte si intrecciassero con la base strumentale e che allo stesso tempo rimandassero al mondo della vita della giungla.
Il testo non si riferisce tanto all'esperienza africana di Simon nello specifico, ma riporta più le sue osservazioni su quanto la vita sia piena di potenziale [...] e di sfide. Parlando con Rolling Stone spiegò, «The Boy In The Bubble si riduce a speranza e timore. Questo è il mio modo di vedere il mondo, un equilibrio tra i due, ma con una tendenza verso la speranza.»

## Formazione
- Paul Simon-voce, chitarra acustica, cori
- Rob Mounsey-sintetizzatore
- Adrian Belew-chitarra sintetizzata
- Forere Motloheloa-fisarmonica
- Bakithi Kumalo-basso elettrico
- Vusi Khumalo-batteria
- Makhaya Mahlangu-percussioni

## Controversie
Nel periodo in cui fece la sua gita nel territorio africano, Paul Simon si imbatté in un ambiente politico e sociale molto poco favorevole. Era infatti in atto un boicottaggio culturale promosso dalle Nazioni Unite ai danni dei politici contrari all'apartheid. Uno dei punti cruciali di questo progetto prevedeva l'allontanamento dei musicisti popolari dai luoghi riservati ai neri, poiché dovevano suonare solo in presenza della classe dominante bianca sudafricana. Secondo poi la legge che a quel tempo vigeva, chiunque avesse violato l'operazione di boicottaggio, sarebbe stato punito con sanzioni elevatissime. Ciò fece sì che molti abitanti dello stato non furono felici della visita di Simon e quindi per cercare di rimandarlo nel suo Paese natio sparsero voci o notizie false allo scopo di screditarlo. In una di queste si diceva che Paul avesse abusato dei grandi talenti africani per mero guadagno personale. Questo ovviamente era falso, in quanto egli li pagò per suonare e li accreditò anche, laddove era necessario, come compositori delle canzoni.

## Videoclip
Il videoclip venne diretto da Jim Blashfield e mostra una sequenza di immagini e situazioni surrealistiche, totalmente scollegate una dall'altra. Fu nominato agli MTV Award nelle sezioni "Miglior Video", "Migliori Effetti Speciali", "Migliore Direzione Artistica", "Miglior Video Sperimentale" e "Scelta degli spettatori", non vincendone nessuna.